# Черкасский, Иван Егупович
Иван (Чугуп, Ацымгук) Егупович Кансауков (Черкасский) (ум. после 1598) — кабардинский служилый князь, опричный воевода, дворянин московский, брат западно-адыгейского князя Сибока (Василия) Кансаукова.

## Биография
В июне 1557 года князь Чугуп Егупович Черкасский прибыл в Москву, поступил на русскую службу и принял православную веру под именем Ивана. Владел поместьями под Ржевом и в Шелонской пятине.
В сентябре 1570 года князь Иван Егупович Черкасский «по крымским вестем» командовал полком левой руки в Тарусе.
В 1589 году князь И. Е. Черкасский упоминается в свите царя Фёдора Иоанновича среди «дворян и есаулех» во время похода русской армии против Швеции, «на непослушника своего на свейского короля на Ягана (Юхана III Вазу) к городом к Ругодиву и Иванюгороду, х Копорье, да к Яму».
В 1591 году «приходили ливонские немцы к ноугороцкому пригородку Копорью, а воевали Вотцкую пятину. Итогда ходили воеводы под людьми, и были по полком … В передовом полку … князь Фёдор Ондреевич Ноготков-Оболенский да князь Иван Егупович Черкаской». В 1592 году стоял среди прочих воевода в Великом Новгороде, когда 14 января главным воеводам боярам князьям Никите Романовичу и Тимофею Романовичу Трубецким туда пришёл царский указ срочно отправить против шведов к Ивангороду три полка. Князь И. Е. Черкасский был назначен вторым воеводой передового полка.
Весной 1598 года князь Иван Егупович Черкасский упоминается в свите нового царя Бориса Фёдоровича Годунова среди «дворян ясоулы» во время серпуховского похода против крымских татар.
Единственный сын — стольник и воевода князь Никита Иванович Егупов-Черкасский.